# Bambola vudù

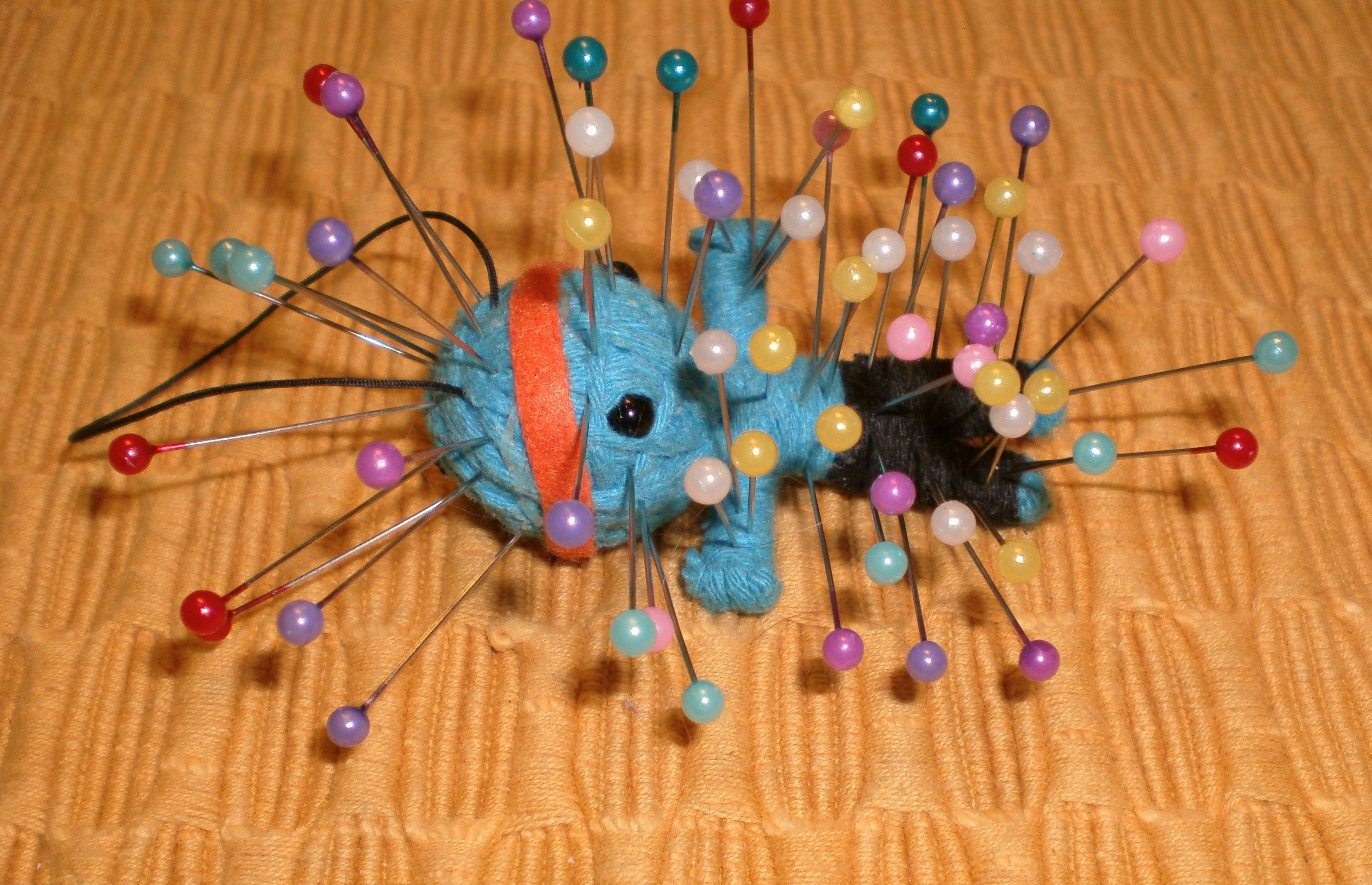
Bambola vudù

La bambola vudù è un oggetto del folclore spesso raffigurato in opere di finzione, come film, libri e fumetti. Sebbene sia comunemente associato alla tradizione religiosa afroamericana del vudù, tale collegamento è ritenuto infondato.
La bambolina in pezza rappresenta una persona che deve essere oggetto di azioni da parte di chi esegue il rito, ad esempio guarirla da malattie o al contrario arrecarle dolore. Sulla bambola possono essere attaccati capelli o peli della persona stessa. Mediante questo oggetto possiamo controllare l'altro, questo grazie ai peli o capelli della bambola.